# Woskriesienowka (rejon kurski)
Woskriesienowka (ros. Воскресеновка) – wieś (ros. деревня, trb. dieriewnia) w zachodniej Rosji, w sielsowiecie brieżniewskim rejonu kurskiego w obwodzie kurskim.

## Geografia
Miejscowość położona jest nad Małają Kuricą (prawy dopływ Bolszajej Kuricy w dorzeczu Sejmu), 13 km od centrum administracyjnego sielsowietu (Wierchniekasinowo), 28 km na północny zachód od Kurska, 6 km od drogi magistralnej (federalnego znaczenia) M2 «Krym» (część trasy europejskiej E105).
We wsi znajduje się 6 posesji.
Klimat
Miejscowość, jak i cały rejon, znajduje się w strefie klimatu kontynentalnego z łagodnym ciepłym latem i równomiernie rozłożonymi opadami rocznymi (Dfb w klasyfikacji klimatów Köppena).

## Demografia
W 2010 r. wieś nie była zamieszkana.